# 钝性创伤
钝性创伤，也称为钝力创伤或非穿透性创伤，是身体上的创伤，尤其是跌倒的老年人。它与穿透性创伤形成对比，穿透性创伤发生在物体刺穿皮肤并进入身体组织，造成开放性伤口和瘀斑。
钝性外伤可导致挫伤、擦伤、撕裂伤、内出血、骨折以及死亡。
在世界范围内，创伤是导致35岁以下人群残疾和死亡的一个重要原因，其中大部分是钝性创伤造成的。

## 分类

### 钝性腹部损伤

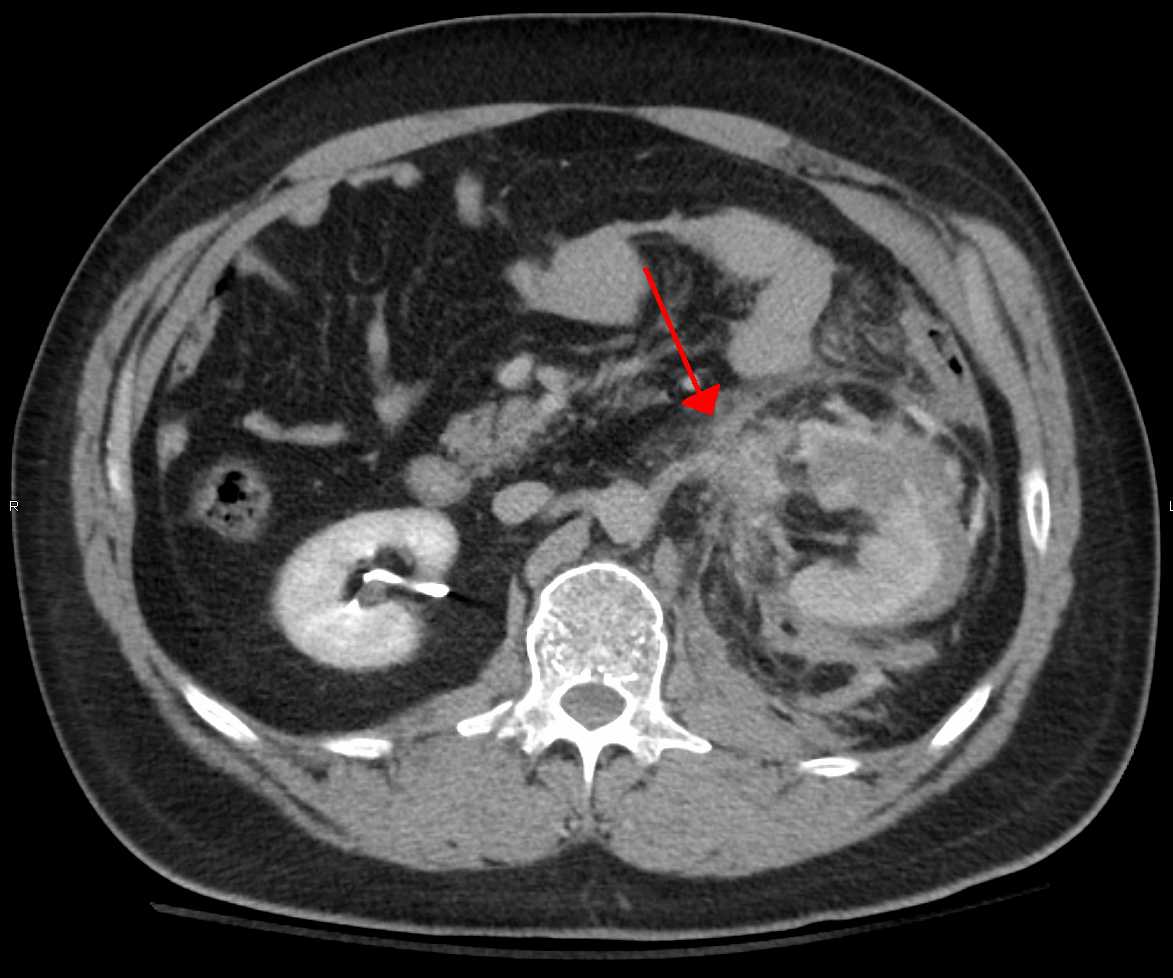
Abdominal CT showing left renal artery injury

腹部钝性创伤（BAT）占所有钝性创伤的75%，是这种创伤最常见的例子。75%的BAT发生在机动车事故中，在这些事故中，快速减速可能会将驾驶员推向方向盘、汽车仪表或安全带，在不太严重的情况下会导致瘀斑，或在更严重的情况下因短暂增加的管腔内压力而导致内部器官破裂，具体取决于所施加的力。最初，可能几乎没有迹象表明发生了严重的腹内损伤，这使得评估更具挑战性，需要高度的临床怀疑。
有两种基本的物理机制可能对腹内器官造成伤害：压缩和减速。前者是由直接打击（例如冲头）或对非屈服物体（例如安全带或转向柱）的压缩而发生的。这种力可能会使中空器官变形，增加其管腔内或内部压力，并可能导致破裂。
另一方面，减速会导致腹部移动内容物（如肠）锚定点的拉伸和剪切。这可能导致肠系膜撕裂并损伤在肠系膜内移动的血管。这些机制的典型例子是肝圆韧带的肝脏撕裂和肾动脉损伤。
当腹部钝性创伤并发“内伤”时，肝脏和脾脏（见脾脏钝性损伤）最常受累，其次是小肠。
在极少数情况下，这种伤害归因于医疗技术，例如哈姆立克救急法，尝试心肺复苏和手动推力以清理呼吸道。虽然这些是罕见的例子，但有人认为它们是由于在执行这些救生技术时施加过大的压力造成的。最后，在那些从传染性单核细胞增多症或“单核细胞增多症”中恢复的患者中，发生脾破裂伴轻度腹部钝性外伤的情况已得到充分报道。

### 体育界的腹部钝性损伤
大多数运动损伤发生的监督环境允许与传统的创伤治疗算法（如高级创伤生命支持，ATLS）略有偏差，因为在识别损伤机制方面具有更高的精度。评估运动损伤中的钝性创伤的首要任务是将挫伤和肌腱损伤与实体器官和肠道的损伤区分开来，并识别失血的可能性，并做出相应的反应。美式足球中描述了头盔、肩垫和膝盖对肾脏造成的钝伤，协会足球、武术和全地形车辆事故。

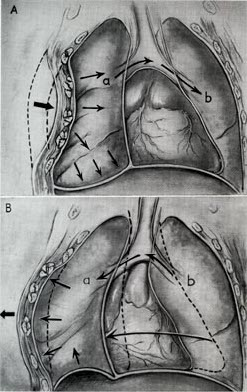
连枷胸的描述，非常严重的胸部钝伤

### 胸部钝性损伤
从广义上讲，胸部钝性损伤包括由直接钝力（如攻击中的拳头或球棒）、加速或减速（如追尾事故）、剪力（加速和减速的组合）造成的损害，压缩（例如重物落在人身上）和爆炸（例如某种爆炸）。常见的体征和症状包括瘀斑等简单的症状，但有时也很复杂，例如缺氧、通气和灌注不匹配、血容量减少以及由于胸部器官可能受到影响而导致的心输出量减少。钝性胸部创伤并不总是从外表可见，并且这种内伤可能在创伤最初发生时甚至直到数小时后才显示出迹象或症状。有时可能需要高度的临床怀疑来识别此类损伤，CT扫描在此类情况下可能会被证明是有用的。那些因胸部钝性损伤而出现更明显并发症的人可能会接受创伤超声检查（FAST）的重点评估，该检查可以通过使用一种特殊机器来可靠地检测心脏周围或肺部的大量血液，该机器可以可视化通过发送的声波身体。只有 10-15% 的胸部创伤需要手术，但它们会对心脏、肺和大血管产生严重影响。

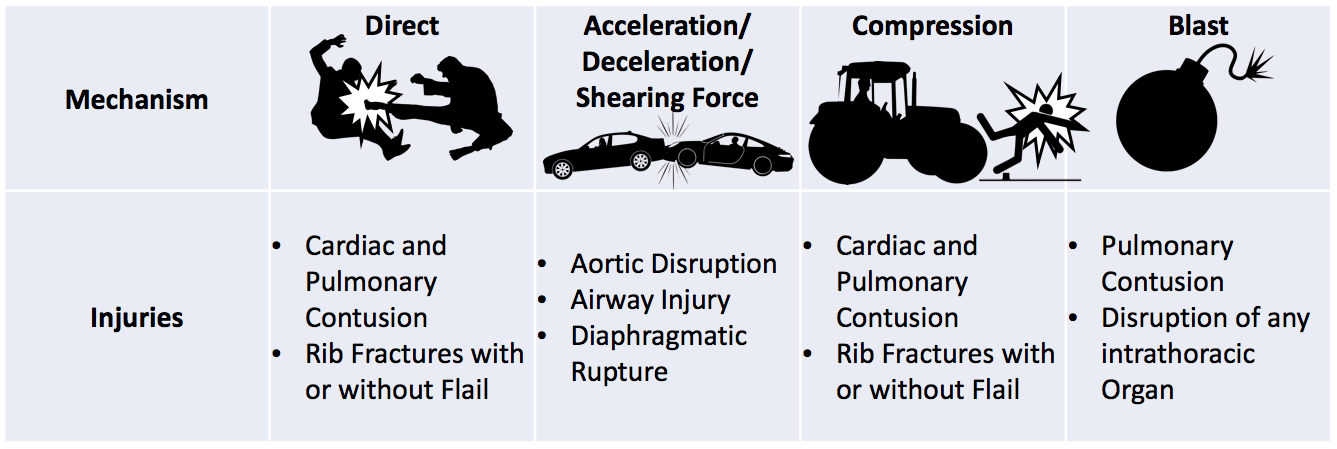
此表描述了钝性胸部创伤的机制以及每种机制最常见的损伤

可能发生的最直接危及生命的伤害包括张力性气胸、开放性气胸、血胸、连枷胸、心包填塞填和呼吸道阻塞/破裂。

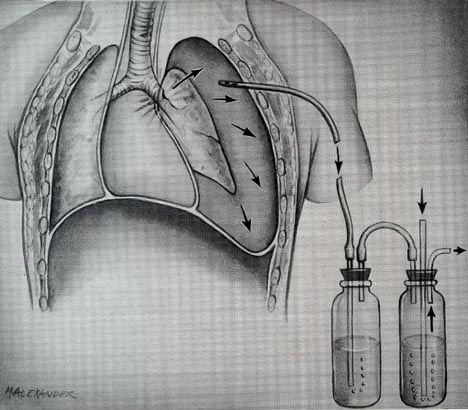
胸管示例

受伤可能需要进行手术，最常见的是插入肋间引流管或胸管。该管通常被安装，因为它有助于恢复一定的压力平衡（通常是由于空气或周围血液错位造成的），这会阻碍肺部充气的能力，从而交换使身体发挥功能的重要气体。可以采用的不太常见的程序是心包穿刺术，通过去除心脏周围的血液，使心脏恢复一些适当泵血的能力。在某些可怕的情况下，可能会采用紧急开胸手术。

### 颅脑钝性外伤
头部钝性创伤的主要临床问题是对大脑的损害，尽管其他结构，包括头骨、面部、眼眶和颈部也有风险。在评估患者的气道、循环和呼吸后，如果怀疑颈部有外伤，可以放置颈托。对头部钝性创伤的评估继续进行，以寻找颅外伤的证据，包括瘀伤、挫伤、撕裂和擦伤。除了注意外部损伤外，通常还会进行全面的神经系统检查以评估对大脑的损伤。根据损伤和检查的机制，可能需要对颅骨和大脑进行CT扫描。这通常用于评估颅骨内的血液或颅骨骨折。

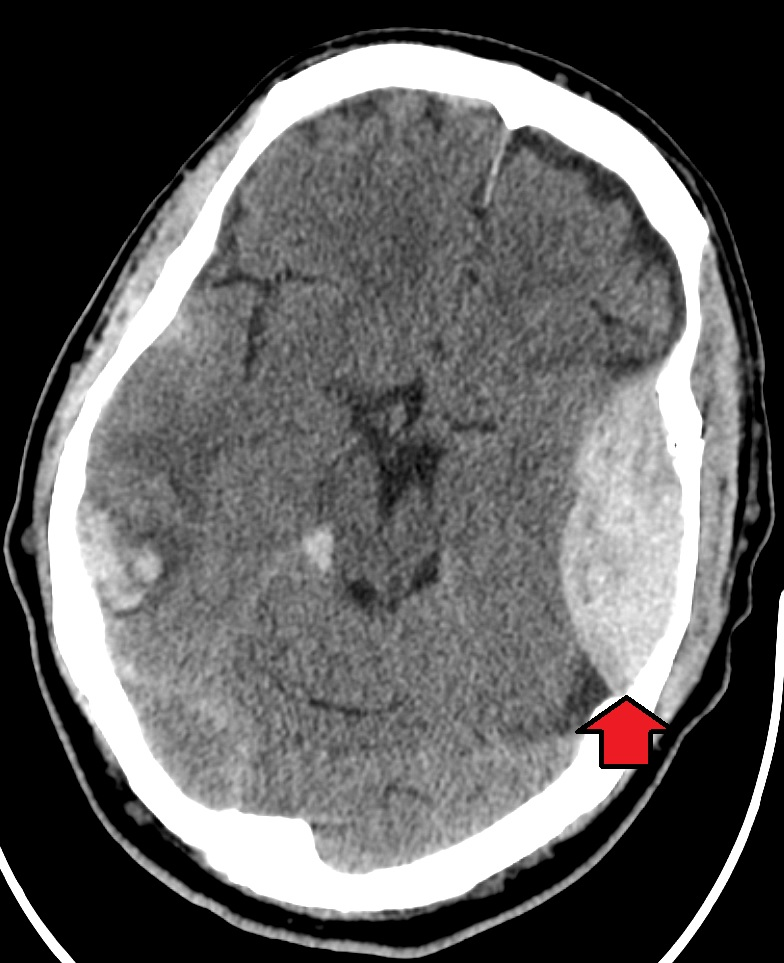
CT扫描显示硬膜外血肿，多种颅内出血，通常与太阳穴区域的钝性外伤有关

#### 创伤性脑损伤
创伤性脑损伤（TBI）是发病率和死亡率的重要原因，最常见的原因是跌倒、机动车事故、运动和工作相关的伤害以及袭击。它是25岁以下患者最常见的死亡原因。TBI从轻度到重度分级，严重程度越高，发病率和死亡率越高。
大多数更严重的颅脑损伤患者合并颅内损伤，包括弥漫性轴索损伤、脑挫伤和颅内出血，包括蛛网膜下腔出血、硬膜下血肿、硬膜外血肿和脑实质内出血。创伤性事故后脑功能的恢复变化很大，取决于发生的具体颅内损伤，但初始损伤的严重程度以及初始评估期间的神经功能水平与脑损伤水平之间存在显着相关性。持续的神经功能障碍。如果担心该颅骨内肿胀或出血，则初始治疗可能以降低颅内压为目标，这可能需要手术，例如切除部分颅骨的半颅骨切除术。

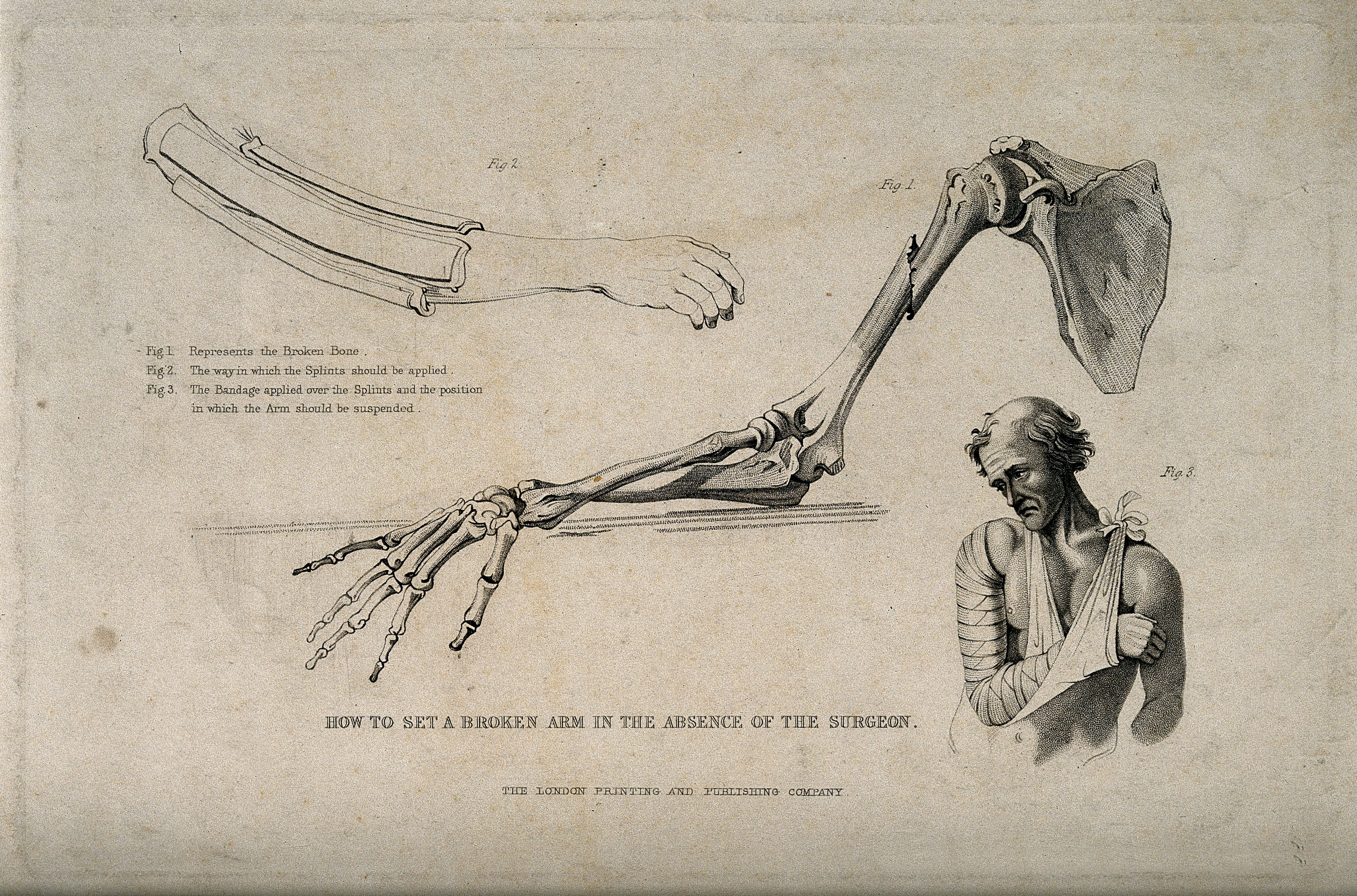
骨折，上肢骨骼部分的损伤。

### 四肢钝性损伤

此处描述了踝肱指数。注意：不需要对脉冲进行超声增强，但可能会有所帮助。

四肢的受伤（如手臂、腿、手、脚）非常常见。跌倒是最常见的原因，占上肢损伤的30%和下肢损伤的60%。仅上肢受伤的最常见机制是机器操作或工具使用。与工作有关的事故和车祸也是常见的原因。检查受伤肢体的四个主要功能成分，包括软组织、神经、血管和骨骼。检查血管是否有扩大的血肿、杂音、远端脉搏检查和缺血的体征/症状，基本上是在问：“血液是否似乎以足够的方式通过受伤部位到达受伤部位？”当答案不是明显的“是”时，可以使用受伤的肢体指数或踝肱指数来帮助指导是否进一步评估CT血管摄影。这使用了一种特殊的扫描仪和一种物质，可以更容易地检查血管的细节，而不是人手能感觉到或人眼能看到的。软组织损伤可导致横纹肌溶解症（受伤肌肉的快速分解，可能使肾脏不堪重负）或可能发展成筋膜室综合征（当肌肉筋膜室中的压力积聚损害同一筋膜室中的神经和血管时）。如果观察到畸形、瘀伤或关节松弛（比平时更松或更灵活），则用平片X光片或计算机断层扫描评估骨骼。神经系统评估包括测试上肢的腋神经、桡神经和正中神经以及下肢的股神经、坐骨神经、腓深神经和胫神经的主要神经功能。根据损伤程度和受累结构，可能需要手术治疗，但许多是非手术治疗的。

### 骨盆钝性损伤
骨盆钝性损伤最常见的原因是机动车事故和多层跌倒，因此骨盆损伤通常与其他部位的额外外伤有关。具体而言，在骨盆中，处于危险中的结构包括髋骨、股骨、髂动脉等主要血管、泌尿道、生殖器官和直肠。

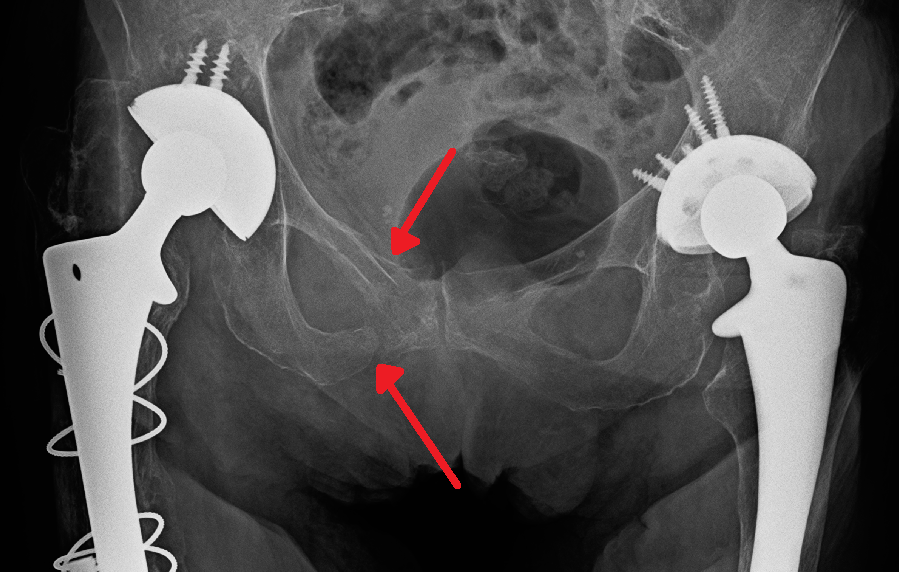
X光片显示曾接受过髋关节置换术的患者的耻骨下支和上支骨折

主要问题之一是骨盆骨折的风险，骨盆骨折本身与无数并发症有关，包括出血、尿道和膀胱损伤以及神经损伤。如果怀疑有骨盆外伤，紧急医疗服务人员可能会在患者身上放置骨盆粘合剂，以稳定患者的骨盆并防止在患者被运送到医院时对这些结构造成进一步损坏。在急诊科对创伤患者进行评估期间，骨盆的稳定性通常由医疗保健提供者进行评估，以确定是否可能发生骨折。然后，提供者可能会决定订购X射线或CT扫描等成像以检测骨折；但是，如果担心会危及生命的出血，患者应该接受骨盆X光检查。在对患者进行初步治疗后，如果骨折严重，可能需要进行手术治疗，而一些轻微的骨折可能无需手术即可愈合。
危及生命的问题是出血，这可能是由于骨盆中的主动脉、髂动脉或静脉受损而引起的。骨盆外伤引起的大部分出血是由于静脉损伤。在FAST扫描期间，可以通过超声波在骨盆中检测到液体（通常是血液），该扫描通常在创伤事故后进行。如果患者在FAST扫描中没有明显血液而出现血流动力学不稳定，则可能会担心出血进入腹膜后空间，称为腹膜后血肿。止血可能需要血管内干预或手术，具体取决于位置和严重程度。

## 诊断
在大多数情况下，创伤性损伤的初步评估和稳定遵循相同的一般原则，即识别和治疗立即危及生命的损伤。在美国，美国外科学院发布了高级创伤生命支持指南，该指南提供了一个循序渐进的方法来对创伤性损伤进行初步评估、稳定、诊断推理和治疗，从而将这个一般原则编入法典。评估通常首先确保受试者的气道是开放和有能力的，呼吸是不费力的，以及循环存在（即可以感觉到的脉搏）。这有时被描述为“A、B、C”——气道（Airway）、呼吸（Breathing）和循环（Circulation）——并且是任何复苏或分诊的第一步。然后，事故或伤害的历史被任何医疗、饮食（最后一次口服的时间）和历史放大，来自任何来源，如家人、朋友、以前的治疗医生。这种方法有时会给出助记符“SAMPLE”。诊断所花费的时间应通过结合临床评估和适当使用技术尽量减少和加快，例如在进行剖腹术之前实行诊断性腹腔灌洗（DPL）或创伤超声重点评估（FAST），如果需要。如果时间和患者病情稳定，可以进行CT检查。它的优点包括对损伤的卓越定义，导致损伤分级，有时还有避免或推迟手术的信心。它的缺点包括获取图像所花费的时间，尽管每一代扫描仪都会缩短这一时间，以及将患者从急诊或外科工作人员的直接视野中移除。许多提供者使用诸如ATLS指南之类的算法来确定在初始评估后获取哪些图像。这些算法考虑了损伤机制、体格检查和患者的生命体征，以确定患者是否应该进行成像或直接进行手术。
最近，已经确定的标准可能允许腹部钝性外伤的患者无需进一步评估即可安全出院。此类患者的特征包括：
- 没有中毒
- 没有血压降低或脉搏加快的现象
- 没有腹痛或压痛
- 尿液中没有血

患者需要满足所有低风险标准才能被认为是低风险。

## 治疗
当钝性创伤严重到需要医疗保健提供者进行评估时，治疗通常旨在治疗危及生命的伤害，这需要确保患者能够呼吸并防止持续失血。如果有证据表明患者失血，则可以放置一根或多根静脉导管，并以足以维持循环的速率给予晶体溶液和/或血液。一些患者可能需要进行称为剖腹探查术的外科手术来修复内伤。